# Dirck van Bergen
Dirck van Bergen (* 1645 in Haarlem; † um 1690 ebd.) war ein niederländischer Maler.

## Biographie
Dirck van Bergen schuf Landschaftsbilder mit Tieren, häufig mit Rindern. Sein Stil gleicht dem des Adriaen van de Velde und dem des Nicolaes Pietersz. Berchem.

## Werke (Auswahl)

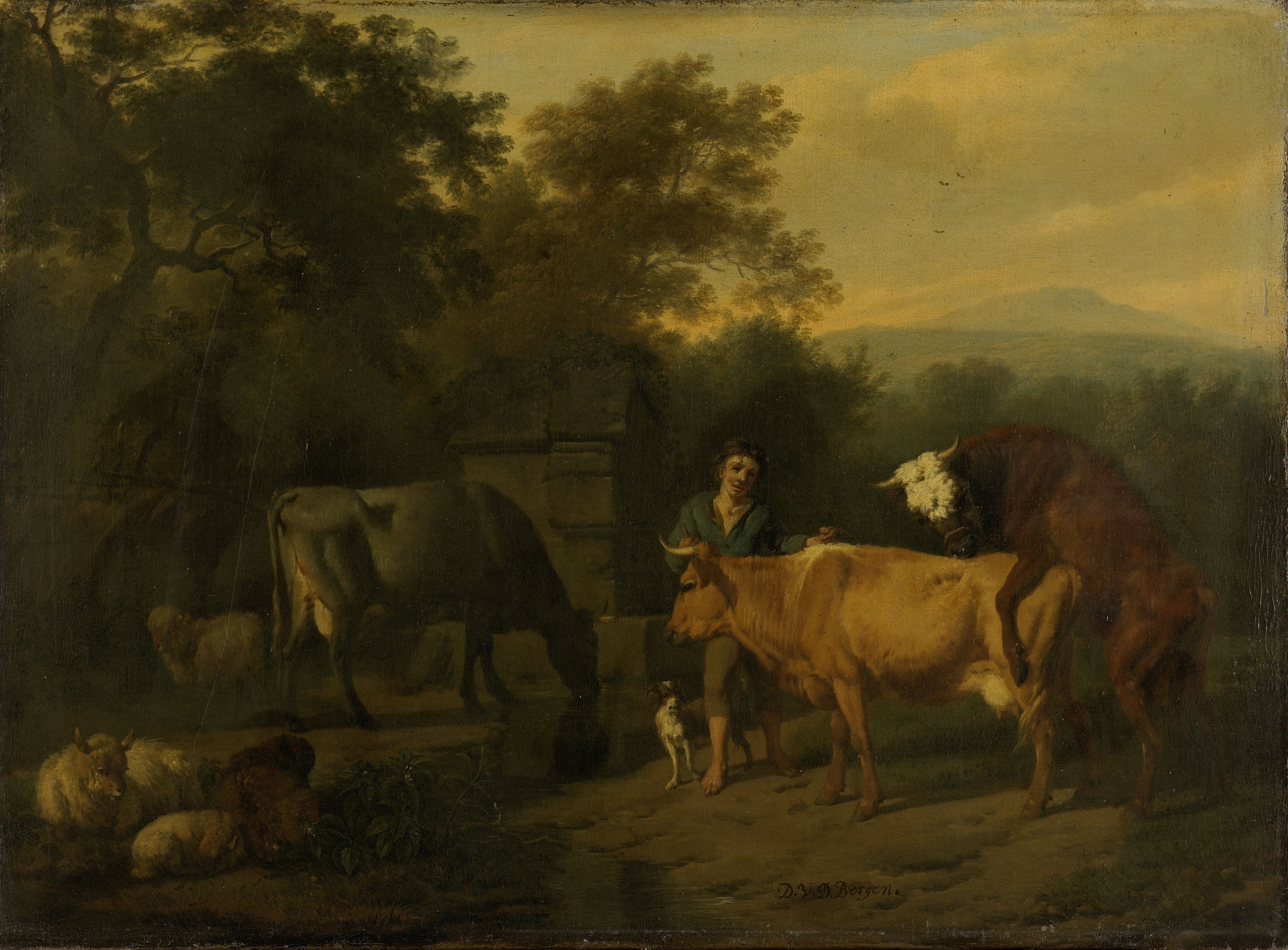
Landschaft mit Hirte und Vieh
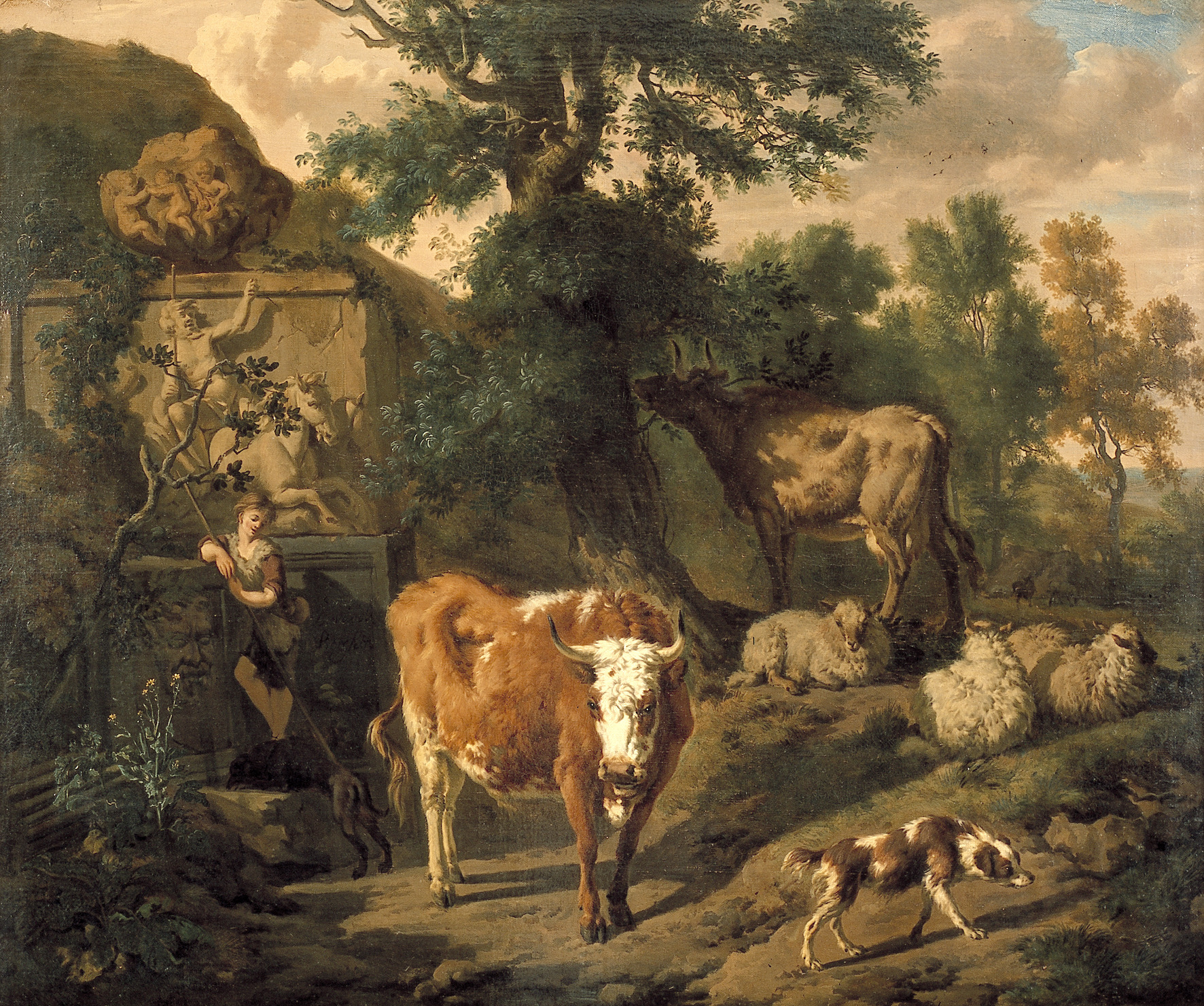
Landschaft mit Vieh bei einer Gruft
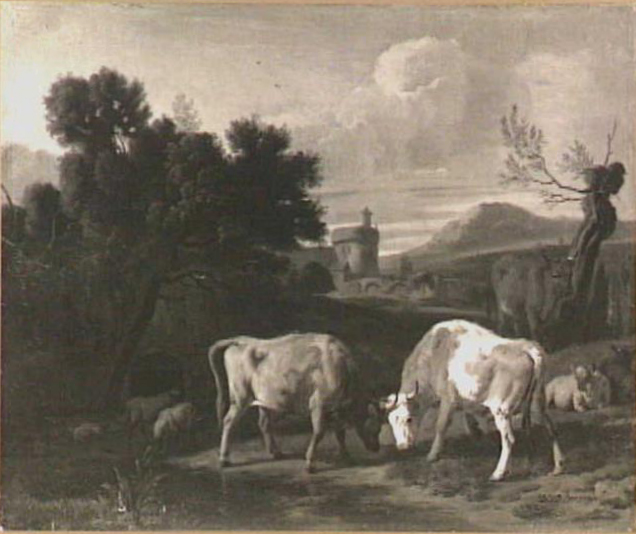
Landschaft mit kämpfenden Bullen
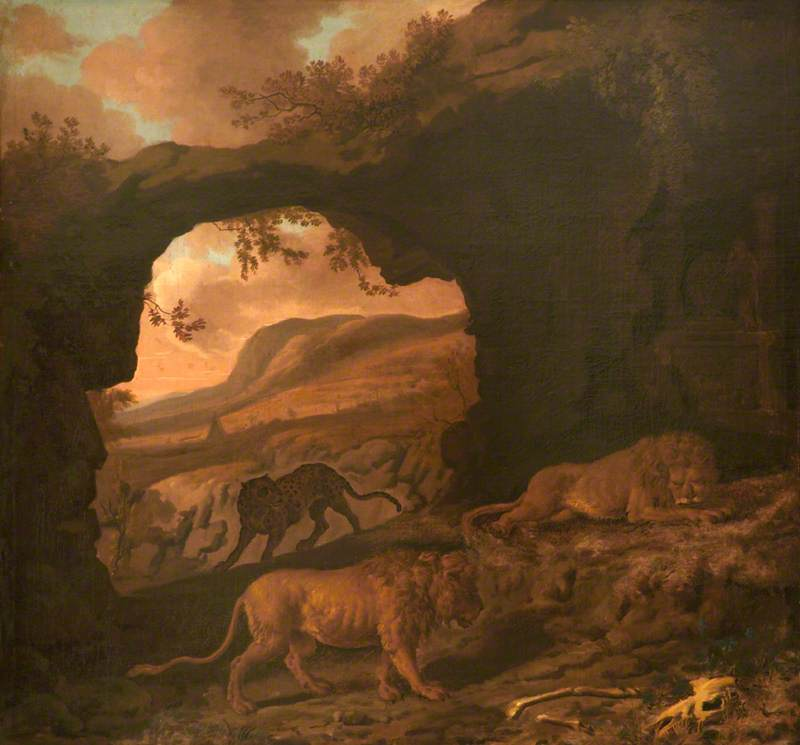
Löwen und ein Leopard in einer Höhle
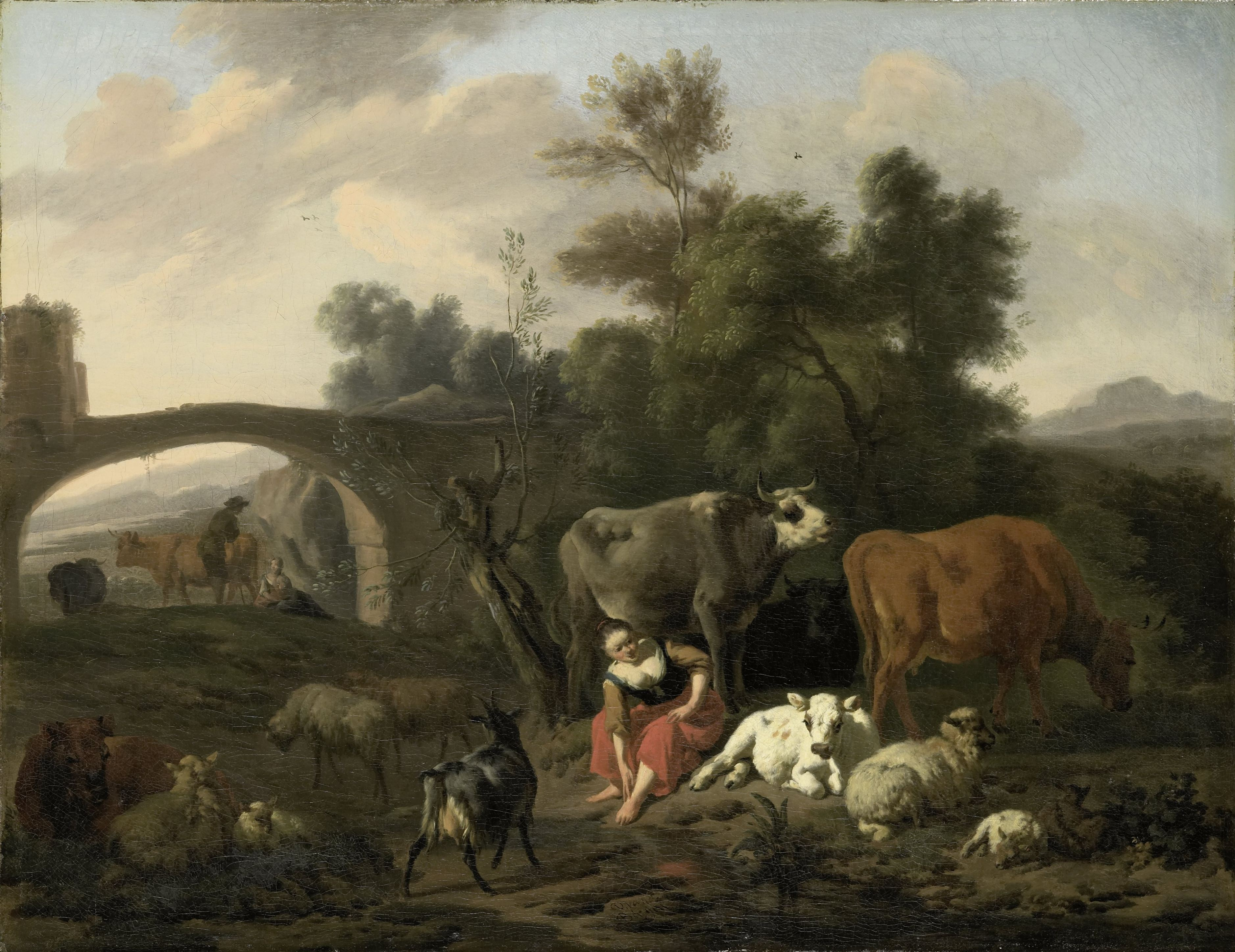
Landschaft mit Hirten und Vieh

Van Bergens Werke sind unter anderem im Rijksmuseum in Amsterdam ausgestellt.